# Heinrich I. (Chur)
Heinrich I. († 23. Dezember wahrscheinlich 1078) war von 1070 bis 1078 Bischof von Chur.

## Leben
Zunächst Mönch im Benediktinerkloster Reichenau, wurde Heinrich am 24. April 1070 zum Bischof von Chur erwählt. Als Anhänger des Papstes Gregor VII. unterstützte er diesen im 1075 ausgebrochenen Investiturstreit mit König Heinrich IV. Im Frühjahr 1074 nahm Heinrich I. an der Synode in Rom teil und gehörte anschließend der Gesandtschaft zu Heinrich IV. an. Im Herbst 1075 war er päpstlicher Legat an der Synode zu Mainz. Dem Churer Domkapitel erstattete er die Kirche Sankt Florinus und den zugehörigen Hof in Ramosch zurück. Angeblich wurde er aus Chur vertrieben und kehrte in das Kloster Reichenau zurück.